# Parque de la Quinta de los Molinos
La Quinta de los Molinos es un parque público situado en el barrio de Salvador en el distrito de San Blas-Canillejas de la ciudad española de Madrid. Es considerado un «jardín histórico». Está delimitado por la calle Alcalá, la calle Miami, la calle de Juan Ignacio Luca de Tena y la avenida del Veinticinco de Septiembre.

## Historia

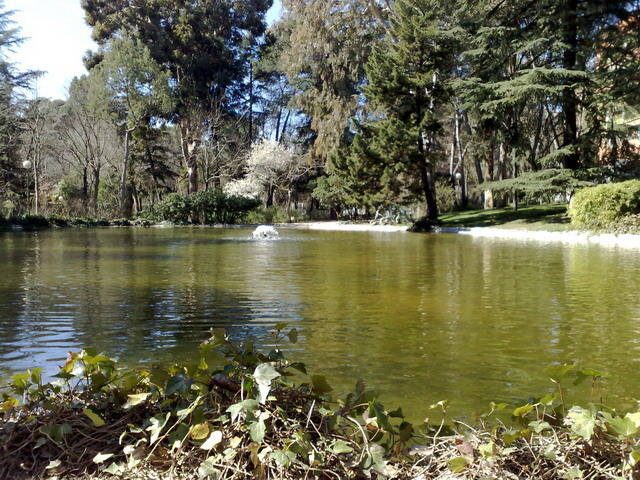
Lago del parque.

Este jardín fue propiedad del conde de Torre Arias. En el año 1920 lo regala al arquitecto alicantino César Cort Botí, que era profesor de Urbanismo en la Escuela de Arquitectura así como concejal del Ayuntamiento. Este construyó un jardín de tipo mediterráneo. A su muerte, el parque quedó semiabandonado.
En septiembre de 1980 y tras un convenio con la Gerencia Municipal de Urbanismo, se cede al Ayuntamiento de Madrid tres cuartas partes de las 28,7 hectáreas de la propiedad original, permitiendo que en el resto del parque se edificaran viviendas de lujo.
Con una extensión de 25 hectáreas, el parque incluye diversas zonas de arbolado en extensiones de cultivo para almendros y olivos, además de encinas, pinos, eucaliptos e higueras, entre otras especies. En la parte alta del extremo norte del parque se ha rehabilitado el palacete diseñado a comienzos del siglo XX. También hay un estanque, un molino y el edificio conocido como Casa del Reloj. Un camino pavimentado, bordeado por grandes plátanos, lo atraviesa casi de sur a norte, desde la entrada principal, en la calle Alcalá, hasta el palacete.
Durante el verano, el parque acoge actividades culturales, como conciertos ligados a los Veranos de la Villa.
Frente a la puerta del parque está la estación de metro de Suanzes, correspondiente a la línea 5. Y por la calle Alcalá pasan las líneas 77 y 104 de autobuses; y en la de Juan Ignacio Luca de Tena las líneas 114 y 146, si se prefiere utilizar los accesos de zona norte (en dicha calle Juan Ignacio Luca de Tena y en la calle Miami).